# Erik Jirka
Erik Jirka (Drahovce, 19 settembre 1997) è un calciatore slovacco, centrocampista del Piast Gliwice.

## Statistiche

### Presenze e reti nei club
Statistiche aggiornate al 9 maggio 2018.
| Stagione              | Squadra               | Campionato            | Campionato | Campionato | Coppe nazionali | Coppe nazionali | Coppe nazionali | Coppe continentali | Coppe continentali | Coppe continentali | Altre coppe | Altre coppe | Altre coppe | Totali | Totali |
| Stagione              | Squadra               | Comp                  | Pres       | Reti       | Comp            | Pres            | Reti            | Comp               | Pres               | Reti               | Comp        | Pres        | Reti        | Pres   | Reti   |
| --------------------- | --------------------- | --------------------- | ---------- | ---------- | --------------- | --------------- | --------------- | ------------------ | ------------------ | ------------------ | ----------- | ----------- | ----------- | ------ | ------ |
| 2014-2015             | Spartak Trnava        | SL                    | 2          | 0          | CS              | 2               | 0               | -                  | -                  | -                  | -           | -           | -           | 4      | 0      |
| 2015-2016             | Spartak Trnava        | SL                    | 0          | 0          | CS              | 0               | 0               | UEL                | 1                  | 0                  | -           | -           | -           | 1      | 0      |
| 2016-2017             | Spartak Trnava        | SL                    | 30         | 6          | CS              | 2               | 0               | UEL                | 6                  | 1                  | -           | -           | -           | 38     | 7      |
| 2017-2018             | Spartak Trnava        | SL                    | 28         | 6          | CS              | 3               | 0               | -                  | -                  | -                  | -           | -           | -           | 31     | 6      |
| Totale Spartak Trnava | Totale Spartak Trnava | Totale Spartak Trnava | 60         | 12         |                 | 7               | 0               |                    | 7                  | 1                  |             | -           | -           | 74     | 13     |
| Totale carriera       | Totale carriera       | Totale carriera       | 60         | 12         |                 | 7               | 0               |                    | 7                  | 1                  |             | -           | -           | 74     | 13     |

## Palmarès

### Club

#### Competizioni nazionali
- Campionato slovacco: 1

Spartak Trnava: 2017-2018